# Gran Premio San Antonio
Ne doit pas être confondu avec Trofeo San Antonio.
Le Gran Premio San Antonio est une course cycliste espagnole disputée le 13 juin à Villasana de Mena (es), dans la province de Burgos. Elle est organisée par le Club Ciclista Valle de Mena.
L'épreuve fait partie du calendrier national de la Fédération royale espagnole de cyclisme.

## Palmarès depuis 2006
| Année | Vainqueur                | Deuxième                  | Troisième              |
| ----- | ------------------------ | ------------------------- | ---------------------- |
| 2006  | José María Hernández     | Francisco Gutiérrez       | Carlos Oyarzún         |
| 2007  | Alejandro Iglesias       | José Luis Miraglia        | Eder Salas             |
| 2008  | Jon Pardo (es)           | Marco Flores              | Walter Pérez           |
| 2009  | Jon Pardo (es)           | Ramón Domene              | Samuel del Valle       |
| 2010  | Jon Pardo (es)           | Mauricio Muller           | Igor Romero            |
| 2011  | Marco Flores             | Martín Iraizoz            | Paul Kneppers          |
| 2012  | Arkaitz Durán            | Javier Ruiz de Larrinaga  | Unai Elorriaga         |
| 2013  | Higinio Fernández        | Julián Barrientos         | Eddy Valdespino        |
| 2014  | Marcos Jurado            | Antonio Pedrero           | Juan José Tamayo       |
| 2015  | Marcos Jurado            | Sergio Rodríguez Reche    | Unai Elorriaga         |
| 2016  | Marcos Jurado            | Jhonatan Cañaveral        | Diego Tirilonte        |
| 2017  | Juan Antonio López-Cózar | Jaume Sureda              | Jesús Arozamena        |
| 2018  | Julen Amarika            | Antonio Gómez de la Torre | Óscar Linares          |
| 2019  | Leangel Linarez          | Sergio Román Martín       | Miguel Ángel Fernández |